# Почесний краєзнавець України
Почесний краєзнавець України — найвища персональна відзнака Національної спілки краєзнавців України, що присвоюється за значний внесок у розвиток краєзнавчого руху, збереження національної історико-культурної спадщини та природних скарбів України.

## Історія нагороди
Попередником відзнаки було звання «Почесний член Всеукраїнської спілки краєзнавців України», засноване на початку 1990-х рр. Серед відзначених осіб — декани факультетів, директори та співробітники краєзнавчих і історико-етнографічних музеїв та заповідників, очільники регіональних організацій Спілки, наукові діячі, історики, представники профільних органів влади, тощо.
Після надання 16 жовтня 2008 року Всеукраїнській спілці краєзнавців статусу національної замість звання «Почесний член Всеукраїнської спілки краєзнавців» у 2009 р. засновано відзнаку «Почесний краєзнавець України» та виготовлено спеціальний нагрудний знак.

## Присвоєння
Присвоюється рішенням Правління або Президії Національної спілки краєзнавців України за значний внесок у розвиток краєзнавчого руху, збереження національної історико-культурної спадщини та природних скарбів України. Передбачає вручення Свідоцтва та нагрудного знаку «Почесний краєзнавець України».
За період із 2009 по 2020 роки звання «Почесний краєзнавець України» отримало близько 200 осіб.

## Вручення
Вручається в урочистій обстановці головою НСКУ або за його дорученням заступниками голови, відповідальним секретарем, членами Президії НСКУ, а також представниками керівних органів регіональних організацій Спілки.

## Відомі почесні члени Всеукраїнської спілки краєзнавців
- Арсенич Петро Іванович (1994/95)
- Бакуров Костянтин Дмитрович (до 1997)
- Бєляєв Микола Семенович (до 1997)
- Бондаренко Геннадій Васильович (до 1997)
- Бутенко Євген Павлович (2007)
- Васьмірка Клава (до 1997)
- Верговський Сергій Володимирович (до 1997)
- Винокур Іон Срульович (1993)
- Вітренко Валентин Володимирович (до 1997)
- Волга Людмила Феодосіївна (до 1997)
- Воробйов Віктор Васильович (до 1997)
- Врублевська Валентина Борисівна (до 1997)
- Гаврилів Богдан Михайлович (до 1997)
- Гайворонський Петро Євгенович (до 1997)
- Герасимов Павло Ничипорович (до 1997)
- Грабовецький Володимир Васильович (1993)
- Гуріна Галина Романівна (1995)
- Гуртовий Григорій Олександрович (до 1997)
- Ґерета Ігор Петрович (1996)
- Дем'янчук Григорій Семенович (1993)
- Дмитрієнко Марія Федорівна (1994/95)
- Дудник Іван Миколайович (до 1997)
- Дудченко Костянтин Матвійович (до 1997)
- Заброварний Богдан Йосипович (до 1997)
- Зайцев Борис Петрович (1996)
- Замковий Валентин Полікарпович (до 1997)
- Зоц Ігор Олексійович (1996)
- Іщенко Михайло Єфремович (1994/95)
- Калачов Ювеналій Тимофійович (до 1997)
- Карнабіда Андрій Антонович (1993)
- Каширіна Галина Миколаївна (1995)
- Котькало Олександр Борисович (до 1997)
- Корж Микола Олексійович (до 1997)
- Костриця Микола Юхимович (1993)
- Костюкова Олена Миколаївна (до 1997)
- Кузьмін Анатолій Іванович (до 1997)
- Лейбфрейд Олександр Юрійович (1995)
- Луньов Панас Федорович (1995)
- Макаренко Лерій Леонідович (до 1997)
- Максим'юк Тарас Іванович (до 1997)
- Малевич Анатолій Павлович (1996)
- Маринич Олександр Мефодійович (до 1997)
- Матівос Юрій Миколайович (до 1997)
- Медведик Петро Костьович (1996)
- Мещеряков Валерій Федорович (1994/95)
- Міхеєв Володимир Кузьмич (1995)
- Найда Олександр Андрійович (1994/95)
- Непокупний Анатолій Павлович (до 1997)
- Олійник Борис Ілліч (1994/95)
- Орел Лідія Григорівна (до 1997)
- Пащук Іван Григорович (до 1997)
- Пономаренко Михайло Федорович (1995)
- Посохов Сергій Іванович (1995)
- Прокопчук Віктор Степанович (1994/95)
- Радкова Олена Дмитрівна (1995)
- Романець Олексій Стратонович (до 1997)
- Романько Валерій Іванович (1993)
- Ротач Петро Петрович (1993)
- Самуляк Надія Іванівна (до 1997)
- Силин Олесь Опанасович (до 1997)
- Ситник Анатолій Андрійович (1996)
- Скляренко Євген Михайлович (до 1997)
- Смолінський Станіслав Петрович (до 1997)
- Собченко Віктор Кіндратович (до 1997)
- Соса Павло Петрович (до 1997)
- Столярчук Богдан Йосипович (1996)
- Страшевич Василь Борисович
- Тихомирова Тетяна Вікторівна (1994/95)
- Ткаченко Борис Іванович (1993)
- Тронько Петро Тимофійович (1994/95)
- Ходаківський Микола Степанович (до 1997)
- Хома Володимир Іванович (до 1997)
- Чабан Анатолій Юзефович (до 1997)
- Черемшинський Остап Степанович (1996)
- Швидько Ганна Кирилівна (1993)
- Шевченко Федір Павлович (до 1.11.1995)
- Шептуха Валерій Сергійович (до 1997)
- Щербань Світлана Олексіївна (до 1997)

## Відомі почесні краєзнавці України
Див. також: Категорія:Почесні краєзнавці України
- Уніят Віктор Богданович (2008)
- Аржевітін Станіслав Михайлович (2009)
- Даниленко Віктор Михайлович (2009)
- Бабенко Олег Олександрович (2009)
- Кисельова Валентина Павлівна (2009)
- Колесник Віктор Пантелеймонович (2009)
- Гайда Лариса Анатоліївна (2010)
- Звагельський Віктор Борисович (2010)
- Костриця Микола Юхимович (2010)
- Маньковська Руслана Вікторівна (2010)
- Рекрут Валерій Пилипович (2010)
- Великочий Володимир Степанович (2011)
- Гаврилюк Світлана Віталіївна (2011)
- Єршов Володимир Олегович (2011)
- Завальнюк Олександр Михайлович (2011)
- Кугутяк Микола Васильович (2011)
- Косило Михайло Юрійович (2011)
- Лазуренко Валентин Миколайович (2011)
- Неліна Тетяна Вікторівна (2011)
- Слободянюк Петро Якович (2011)
- Чабан Анатолій Юзефович (2011)
- Андрусишин Богдан Іванович (2012)
- Бажан Олег Григорович (2012)
- Баженова Стефанія Едуардівна (2012)
- Дмитрук Володимир Іванович (2012)
- Журавльова Ірина Казимирівна (2012)
- Шамрай Олександр Григорович (2012)
- Бушин Микола Іванович (2013)
- Вакулишин Сергій Миколайович (2013)
- Гальчак Сергій Дмитрович (2013)
- Гончаров Олександр Петрович (2013)
- Головатий Михайло Іванович (2013)
- Гуржій Олександр Іванович (2013)
- Капелюшний Валерій Петрович (2013)
- Киркевич Віктор Геннадійович (2013)
- Колесник Віктор Федорович (2013)
- Корновенко Сергій Валерійович (2013)
- Коцур Анатолій Петрович (2013)
- Коцур Віктор Петрович (2013)
- Ладиченко Тетяна В'ячеславівна (2013)
- Мельниченко Василь Миколайович (2013)
- Морозов Анатолій Георгійович (2013)
- Омельченко Дмитро Григорович (2013)
- Онищенко Олексій Семенович (2013)
- Попович Сергій Іванович (2013)
- Рафальський Олег Олексійович (2013)
- Робак Ігор Юрійович (2013)
- Роговий Олександр Іванович (2013)
- Савченко Григорій Петрович (2013)
- Толочко Петро Петрович (2013)
- Циганенко Лілія Федорівна (2013)
- Філінюк Анатолій Григорович (2013)
- Бондаренко Геннадій Васильович (2014)
- Добржанський Олександр Володимирович (2014)
- Іванущенко Геннадій Миколайович (2014)
- Казьмирчук Григорій Дмитрович (2014)
- Кучинко Михайло Михайлович (2014)
- Моргун Василь Андрійович (2014)
- Падалка Сергій Семенович (2014)
- Силюк Анатолій Михайлович (2014)
- Смілянець Світлана Іванівна (2014)
- Терещенко Юрій Іларіонович (2014)
- Цубенко Валерія Леонідівна (2014)
- Яценюк Фадей Степанович (2014)
- Ботушанський Василь Мефодійович (2015)
- Брицький Петро Павлович (2015)
- Будзей Олег Васильович (2015)
- Висоцька Катерина Іванівна (2015)
- Грідіна Ірина Миколаївна (2015)
- Завгородня Тетяна Костянтинівна (2015)
- Загребельна Ніна Іванівна (2015)
- Лисенко Олександр Євгенович (2015)
- Місінкевич Леонід Леонідович (2015)
- Погорілець Олег Григорович (2015)
- Подолинний Анатолій Мусійович (2015)
- Сигидин Михайло Васильович (2015)
- Скорохватова Алла Віталіївна (2015)
- Таран Галина Михайлівна (2015)
- Тригуб Олександр Петрович (2015)
- Чернега Петро Макарович (2015)
- Чучко Михайло Костянтинович (2015)
- Шитюк Микола Миколайович (2015)
- Баженов Лев Васильович (2016)
- Баран Євген Михайлович (2016)
- Борчук Степан Миколайович (2016)
- Боряк Геннадій Володимирович (2016)
- Букет Євген Васильович (2016)
- Котляр Юрій Вадимович (2016)
- Кузнець Тетяна Володимирівна (2016)
- Кульчицький Станіслав Владиславович (2016)
- Литвин Володимир Михайлович (2016)
- Остапенко Максим Анатолійович (2016)
- Перерва Володимир Степанович (2016)
- Пиріг Руслан Якович (2016)
- Погорєлов Анатолій Анатолійович (2016)
- Пясецький Володимир Едуардович (2016)
- Реєнт Олександр Петрович (2016)
- Сушко Олександр Олександрович (2016)
- Терес Наталія Володимирівна (2016)
- Телячий Юрій Васильович (2016)
- Чернецький Євген Анатолійович (2016)
- Бабенко Людмила Леонідівна (2017)
- Верменич Ярослава Володимирівна (2017)
- Гончарук Григорій Іванович (2017)
- Гончарук Тарас Григорович (2017)
- Гриник Ігор Іванович (2017)
- Делеган Михайло Васильович (2017)
- Єрмоленко Світлана Яківна (2017)
- Литвин Микола Романович (2017)
- Пархоменко Владислав Анатолійович (2017)
- Рубльов Олександр Сергійович (2017)
- Степанков Валерій Степанович (2017)
- Удод Олександр Андрійович (2017)
- Гаврилко Петро Петрович (2018)
- Сінкевич Євген Григорович (2018)
- Студінський Володимир Аркадійович (2018)
- Вєтров Ігор Георгійович (2019)
- Єсюнін Сергій Миколайович (2019)
- Коцур Надія Іванівна (2019)
- Кривошея Ігор Іванович (2019)
- Михайлуца Микола Іванович (2019)
- Офіцинський Роман Андрійович (2019)
- Савченко Віктор Анатолійович (2019)
- Черевко Олександр Володимирович (2019)
- Ярмошик Іван Іванович (2019)
- Вітковський Вадим Миколайович (2020)
- Орлик Василь Михайлович (2020)
- Подкур Роман Юрійович (2020)
- Коваленко Олександр Борисович (2020)
- Орлик Василь Михайлович (2020)
- Шумило Сергій Вікторович (2021)
- Істоміна Алла Олегівна (2021)
- Сердюк Григорій Дмитрович (2021)